# 张治安 (画家)
张治安（1944年—2023年12月25日），河南荥阳人，生于洛阳，中国画画家，曾任广州美术学院院长。

## 简历
自幼学习书画。1960年至1962年就读于郑州艺术学院。1965年考入广州美术学院，1970年毕业分配到广州美术工作室。1979年考取广州美术学院研究生。1982年毕业于中国画系，获硕士学位，并留校任教。
1985年至2004年，张治安在广美历任副书记、副院长、书记、书记兼院长、院长，2008年5月退休。2023年12月25日在广州病逝。

## 代表作
- 1987年《墨梅图》被广州美术馆收藏
- 1989年《秋兴》被中国美术家协会艺术委员会收藏
- 1990年《堆雪》被“广州美术研究”收藏
- 1993年《梅花图》被深圳画院收藏
- 《听荷》参加“1901－2000百年中国画展”，收入《百年中国画集》
- 《驻春图》参加第六届全国美展，被广东省美术馆收藏
- 《一树独先天下春》参加第八届全国美展和广东省庆祝建国45周年美术作品展，被广东省美术馆收藏

## 头衔
- 中国美术家协会理事
- 教育部艺术教育委员会常务委员
- 广东省美术家协会副主席
- 广东省政协委员